# Richard Schirrmann

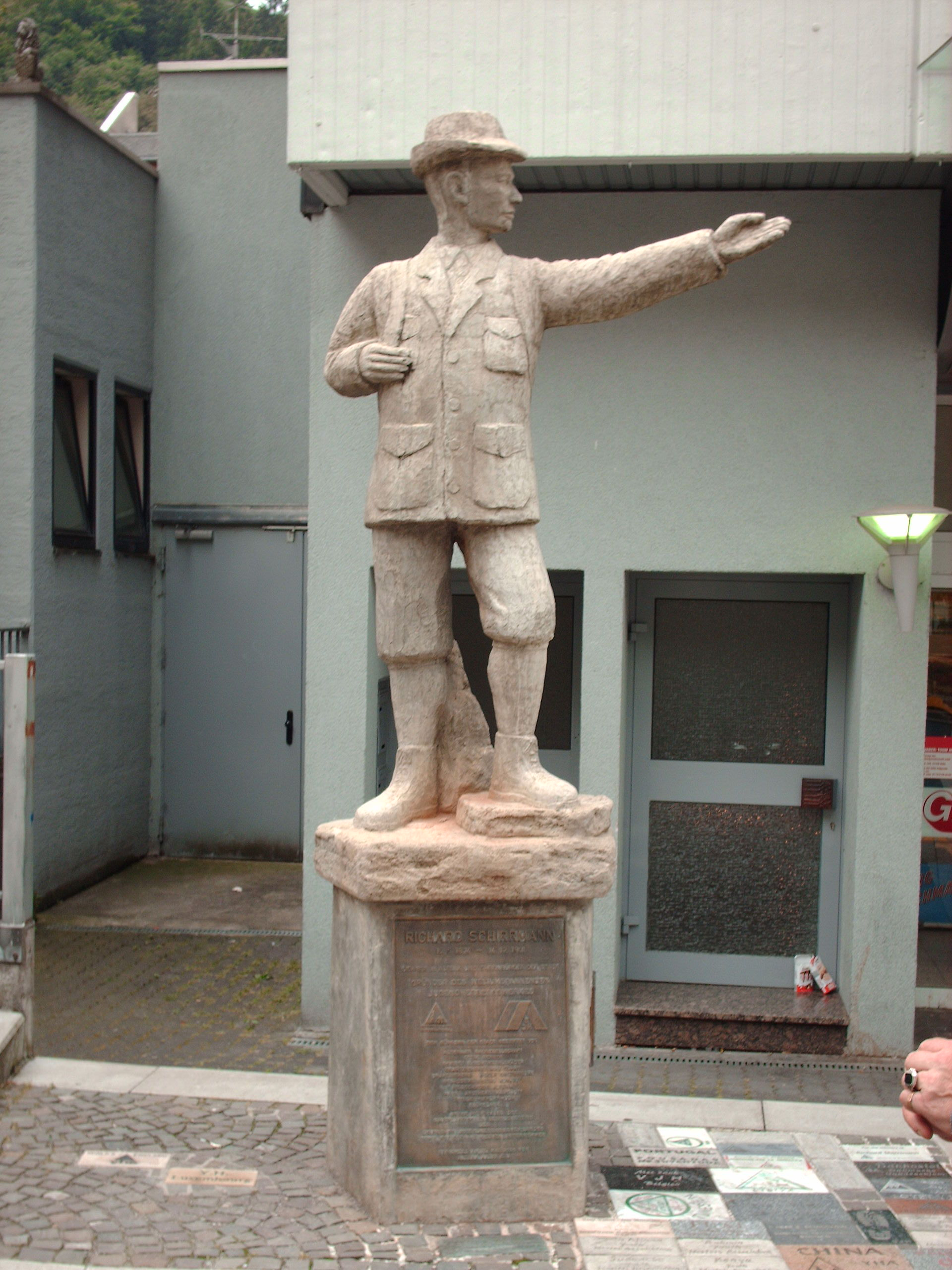
Pomnik Richarda Schirrmanna w Altenie

Richard Schirrmann (ur. 15 maja 1874 w Gronówku, gmina Braniewo, zm. 14 grudnia 1961 w Grävenwiesbach w Hesji) – założyciel Niemieckiego Towarzystwa Schronisk Młodzieżowych (Deutsches Jugendherbergswerk, DJH).

## Życiorys
Był synem nauczyciela, do 15 roku życia uczył się w szkole prowadzonej przez swojego ojca w Gronówku, następnie przez 2 lata uczęszczał do szkoły prowadzonej przez swojego dziadka w Żelaznej Górze. Sam również wykonywał zawód nauczyciela, początkowo bez kwalifikacji pedagogicznych. Egzaminy nauczycielskie zdał w 1895 r. Uczył w szkole podstawowej (Volksschule) w Gelsenkirchen. Często wyjeżdżał z uczniami na wycieczki, co powodowało niezadowolenie władz szkolnych. Z tego powodu został w 1903 przeniesiony do Alteny w Sauerlandzie, gdzie został członkiem towarzystwa górskiego Sauerländischer Gebirgsverein.
W czasie jednej z kilkudniowych wycieczek jego grupa z powodu złej pogody musiała nocować w szkole w Bröl (Hennef). Pod wpływem tego wydarzenia Schirrmann postanowił zorganizować schroniska młodzieżowe. W 1910 r. napisał artykuł do Kölnische Zeitung, w którym przedstawił swój pomysł. Wkrótce udało mu się pozyskać niezbędne wsparcie finansowe. W 1912 r. powstało pierwsze stałe schronisko młodzieżowe na zamku Altena. Schirrmann został jego kierownikiem.
W 1919 r. powstał Związek Schronisk Młodzieżowych w Rzeszy Niemieckiej (Reichsjugendherbergsverband). W 1922 r. Schirrmann został urlopowany od pracy w szkole i poświęcił się pracy w organizacji. W latach 1933–1936 był prezesem Międzynarodowej Organizacji Schronisk Młodzieżowych (International Youth Hostel Federation, IYHF). Od 1948 r. zajmował się odbudową sieci schronisk młodzieżowych w Niemczech i na świecie. W 1952 r. został odznaczony Orderem Zasługi Republiki Federalnej Niemiec.